# Rørsump
Rørsump er en lavmose, der er overgroet med rør, det vil sige siv og græsarter, ofte dyrket og brugt af mennesker for høst af afgrøder såsom sukkerrør, papyrus eller tagrør. Rørsump er forskellig fra ellesump, da rørsump overgroes mest af sivarter og dyrkes af mennesker, hvorimod ellesump overgroes typisk af el-arter og dyrkes ikke længere af mennesker, siden stævningsskov
 gik ud af brug.
Rørsumpe er vigtige former for randzoner. I Danmark er rørsumpe et af de få steder, besøgt af trækfuglen dværgmåge.
Man mener, at vilde sukkerrørbestande opstod i rørsumpe ved flodbredder i Asien.
I danske rørsumpe kan der især vokse det aggressive tagrør, som overtager hele mosen ved at udskille væksthæmmende stoffer, der stopper konkurrenceplanterne fra at vokse ved siden af den.
I danske rørsumpe vokser der også følgende planter:
- Gul iris
- Bittersød Natskygge
- Tuekæruld
- Glanssolhat
- Kattehale
- Duskfredløs
- Smalbladet dunhammer
- Bredbladet dunhammer